# La Torreta de Fontdespatla
La torreta de Fondespatla, també coneguda com a torre de la Presó, és una torre baix medieval situada dins del nucli antic de Fondespatla (Matarranya) i que es creu que formava part de la muralla de la població.
És una obra de maçoneria amb carreus als angles. Té planta més o menys quadrada d'uns cinc metres de costat i el tros conservat té una altura de sis pisos. Al capdamunt s'hi ha afegit modernament un pis amb una teulada i un balcó. Les parets fan un metre i mig de gruix a la base.
Actualment queda entre mitgeres amb una façana principal és la que dona al carrer Bonaire i que té la porta d'accés, amb un arc apuntat pel costat de fora i un arc de mig punt pel de dins, units per una curta volta de canó. Sobre la porta s'obren una finestra allindada i més amunt una altra de més petita amb arc de mig punt. La façana posterior és visible des del carrer de la Serreta.